# ジョージ・ストーンマン
ジョージ・ストーンマン・ジュニア（英: George Stoneman Jr.、1822年8月22日-1894年4月12日）は、アメリカ陸軍の職業軍人であり、南北戦争の時は北軍の騎兵将軍だった。1883年から1887年までカリフォルニア州知事を務めた。

## 初期の経歴
ストーンマンはニューヨーク州バスティにある家族の農園で、10人兄弟の最初の子として生まれた。父は製材業者で治安判事を務めたジョージ・ストーンマン・シニアであり、母はキャサリン・レベッカ・チェイニーだった。ジェイムズタウン・アカデミーで学び、1846年にウェストポイントの陸軍士官学校を卒業した。ウェストポイントの同期には後に南軍の将軍になったストーンウォール・ジャクソンがいた。最初の任務は第1アメリカ竜騎兵隊であり、この部隊とともに西部やカリフォルニア州で勤務した。モルモン大隊の補給係将校となり、レブンワース砦からカリフォルニア州サンディエゴまで行軍した。インディアン戦争を戦いながら、大陸横断鉄道のためにシエラネバダ山脈の地図を作る測量隊を任された。1855年3月に第2アメリカ騎兵隊の大尉に昇進した後、1861年までは主にテキサス州で勤務した。

## 南北戦争での従軍
南北戦争が始まったとき、ストーンマンはテキサス州ブラウン砦を指揮しており、そこに新しく樹立されたアメリカ連合国当局に降伏しろというディビッド・E・トウィッグス少将の命令を拒み、部隊兵の大半を率いて北に逃亡した。東部に戻ったストーンマンは第1アメリカ騎兵隊の少佐となり、バージニア州西部でジョージ・マクレラン少将の副官になった。騎兵隊がポトマック軍に組み入れられていたので、騎兵予備隊、続いて騎兵師団を指揮し、騎兵隊長という肩書きになった。1861年8月13日に准将に昇進した。戦闘における騎兵の適切な使い方に理解が無く、小さな部隊にして歩兵旅団に付設させたマクレランとは折り合いが悪かった。この組織では1862年の半島方面作戦や七日間の戦いでは働きが悪く、南軍のJ・E・B・スチュアート少将の下に集中させた騎兵隊が北軍騎兵隊よりも遥かに働きで勝った。
1861年11月22日、ストーンマンはボルティモアのメアリー・オリバー・ハーディスティと結婚した。夫妻には4人の子供が生まれた。
半島方面作戦の後で、ストーンマンは歩兵隊の指揮官となり、第2軍団と第3軍団の1個師団を率いた。フレデリックスバーグの戦いでは第3軍団を率いた。1862年11月29日には志願兵の少将に昇進した。しかしフレデリックスバーグの後で、ポトマック軍の指揮官は新しくジョセフ・フッカー少将が引き継いだ。フッカーは騎兵軍団を集中させることの戦略的価値をよく理解しており、ストーンマンにその軍団指揮官を指名した。集中された騎兵軍団は敵の領土内に長い襲撃を行うことができ、物資の供給線を破壊し、敵軍に関する情報を集めることができた。この軍団は小さな歩兵部隊の指揮官に従属する必要が無かった。
チャンセラーズヴィルの戦いの作戦は戦略的に大胆なものだった。フッカーはストーンマンにその騎兵軍団でロバート・E・リー軍の後方深く入り込み、重要な鉄道や供給線を破壊し、リーの目をフッカー主力の攻撃から逸らせるという重要な役割を与えた。騎兵軍団は1863年5月に良いスタートを切ったが、ラピダン川を渡った後は直ぐに行き詰まりになった。戦闘全体に果たしたストーンマンの功績はほとんど無く、フッカーはそれをチャンセラーズヴィルで北軍が敗北した主要な理由の一つと考えた。フッカーは自分から批判の矛先を逸らす必要があり、ストーンマンを騎兵指揮官から解任し、治療が必要（騎兵任務で悪化した慢性痔疾）という理由でワシントンD.C.に送り返した。ストーンマンは7月にアメリカ合衆国騎兵局長となり、机上の仕事となった。ポトマック川沿いにある大規模な騎兵補給所と訓練所はストーンマンの栄誉を称えて、ストーンマン・キャンプと名付けられた。
1864年早く、ストーンマンはワシントン守備隊任務に我慢できなくなり、旧友でオハイオ軍を指揮していたジョン・マカリスター・スコフィールド少将に野戦指揮官職を求めた。始めは歩兵軍団長を予定されたが、騎兵軍団の指揮を執ることになり、その軍団はオハイオ軍と呼ばれるようになった。ウィリアム・シャーマン少将の下でアトランタ方面作戦を戦っている時に、ストーンマンとその副官マイルズ・キーホーがジョージア州メイコン郊外で南軍兵に捕らえられ、北軍では最高位の戦争捕虜になった。その後3ヶ月間捕虜になっていた。
ストーンマンはシャーマン自らの南軍に対する要請で比較的早く捕虜交換となり、任務に戻った。1864年12月、ストーンマンは東テネシーからバージニア州南西部に至る襲撃を率いた（マリオンの戦い他）。1865年にはバージニアからノースカロライナ州に入り、セイラムや他の町を奪い、ソールズベリーでは約1,400名の捕虜を解放した。その働きが認められて正規軍の名誉少将に昇進した。その部隊はリッチモンドから逃亡中のアメリカ連合国大統領ジェファーソン・デイヴィスをもう少しで捕まえるところだった。1865年6月、テネシー方面軍指揮官に指名され占領したメンフィス市を統治した。そこでは軍政府の北軍兵の中に黒人が混ざっていることに怒ったまだ反抗的な市民の間に暴動が起こった。ストーンマンは何もしないことで批判され、連邦議会の委員会に調査されたが、潔白とされた。

## 戦後の政治
1866年、ストーンマンはレコンストラクションの急進的な政策に反対するようになり、民主党に加わった。バージニア州ピーターズバーグで軍政府を管理しているときに、レコンストラクション中の他の軍政府よりも穏やかな政策を適用しているという評判を確立し、バージニア人の立ち直りの痛みを和らげることになった。ストーンマンは1866年9月に志願兵任務から解除され、正規軍の中佐の位に戻された。その後、ドラム兵舎に本部を置く第1軍事地区アリゾナ方面軍指揮官となった。この期間、インディアン蜂起の取り扱いのために論議を呼ぶ指揮官となり、1871年5月に指揮官職から解任された。

## カリフォルニア州

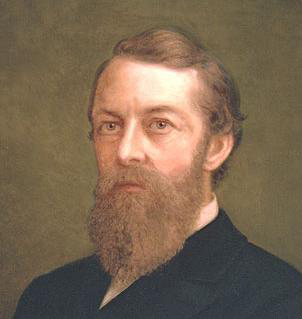
カリフォルニア州知事時代の公式肖像画

ストーンマンは、戦前に若い士官として勤務していた時以来の夢だったカリフォルニア州に移転した。ストーンマンとその妻はサンガブリエル渓谷の「ロス・ロブレス」と呼ばれる400エーカー (1.6 km²) の土地に入り、その土地は現在州立歴史史跡になっている。1876年から1878年は州鉄道長官を務めた。1882年、民主党員として州知事に選出され、1期4年間を務めた。2期目には党から候補指名を受けなかった。火事でその家が消失し、その出来事は政敵の仕業だという噂もあったが、ストーンマンは財政的に破綻し、健康も衰えた。ストーンマンは治療のためにニューヨーク州に戻った。バッファローで卒中を患った後に死に、レイクウッドのベントリー墓地に埋葬されている。

## 記念
ザ・バンドの作詞家ロビー・ロバートソンのロックンロール『The Night They Drove Old Dixie Down』（彼らが古いディキシーを走った夜）の中で、1865年のストーンマンの襲撃の一つに言及したところがある。
この歌はジョーン・バエズの録音で有名になり、バエズは折に触れて「大変多くの騎兵隊」と言っている。
カリフォルニア州アルハンブラのストーンマン・アベニューはストーンマンの栄誉を称えて名付けられた。カリフォルニア州ピッツバーグ近くのキャンプ・ストーンマンは、そこから第二次世界大戦の太平洋戦線と朝鮮戦争に多くの兵士が出発した所である。カリフォルニア州サンマリノのストーンマン小学校はストーンマンのロス・ロブレス牧場に建てられている。